# Liriomyza cardamines
Liriomyza cardamines este o specie de muște din genul Liriomyza, familia Agromyzidae, descrisă de Mitsuhiro Sasakawa în anul 1954. Conform Catalogue of Life specia Liriomyza cardamines nu are subspecii cunoscute.